# Klädesholmen
Klädesholmen é uma pequena ilha habitada do Categate, na província histórica da Bohuslän, no sudoeste da Suécia.
Está situada a oeste da ilha de Tjörn, à qual está ligada por uma ponte conduzindo à localidade de Bleket.

Pertence ao município de Tjörn, no condado da Västra Götaland.
Tem uma população de 385 habitantes (2011).
Nas suas fábricas de conservas de peixe, é produzido metade do arenque curado consumido na Suécia.